# Torymus dubiosus
Torymus dubiosus är en stekelart som först beskrevs av Huber 1927.  Torymus dubiosus ingår i släktet Torymus och familjen gallglanssteklar. Inga underarter finns listade i Catalogue of Life.